# Gabrielle Renaudot
Gabrielle Renaudot Flammarion (31 de maig de 1877 - 31 d'octubre de 1962) va ser una astrònoma francesa i esposa del destacat company de professió Camille Flammarion. Va treballar a l'Observatori de Juvisy-sud-Orge i fou secretària general de la Société Astronomique de France. Va publicar diversos treballs sobre l'evolució de les característiques de la superfície del planeta Mart, sobre la Gran Taca Vermella de Júpiter i també sobre observacions que va realitzar a altres planetes, planetes menors i estrelles variables.
Després de la seva mort, l'any 1973 la Unió Astronòmica Internacional va aprovar posar el seu cognom a un cràter del planeta Mart, conegut com a Renaudot.

## Biografia
Julia-Gabrielle era filla de Maria Latini (pintora d'origen romà, model per a la Salomé d'Henri Regnault) i de l'escultor Jules Renaudot. Her brother was the artist Paul Renaudot. Titular d'un diploma universitari, adherent de la Société astronòmic de France des de 1902, col·labora al seu butlletí a partir de 1910.
Va estar igualment adherida a l'associació de periodistes de París.
L'any 1914 s'allistà voluntàriament a l'exèrcit com a infermera.
Va rebre la medalla d'honor de l'epidèmia atribuïda a les persones que s'han destacat en un període d'epidèmia per :
- exposar-se al perill de contaminació, dispensant cures a persones malaltes amb infeccions contagioses;
- preservar, mitjançant una intervenció personal digna de ser assenyalada, un territori, una localitat de la invasió d'una malaltia epidèmica;
- contribuir a difondre la pràctica de la desinfecció o participar en les operacions de desinfecció en el transcurs d'una epidèmia.
Es va casar el 1919 amb Camille Flammarion, amb qui treballava a l'observatori de Juvisy-sur-Orge. L'any 1925 enviudà i assumeix el doble rol de Secretaria General de la Société astronòmic de France i de redactora en cap de L'Astronomie.
Va publicar els seus treballs de recerca sobre les variacions de la superfície de Mart, sobre la gran taca vermella de Júpiter i les observacions d'altres planetes, de planetes menors i d'estrelles variables i articles de vulgarització científica a L'Illustration, La Nature, La Revue scientifique, La Revue générale des Sciences i Les Dernières Nouvelles de Strasbourg.
Va morir el 28 d'octubre del 1962 d'una llarga malaltia, està inhumada al parc de l'observatori de Juvisy.
Alguns anys després de la seva mort, el 1973, la Unió Astronòmica Internacional va nomenar un cràter d'impacte de Mart a la seva memòria.
L'asteroide (355) Gabriella, es diu així en honor seu.